# 杜邦號驅逐艦 (DD-152)
杜邦號驅逐艦（舷號DD-152）是一艘美國海軍建造的驅逐艦，為維克斯級驅逐艦的78號艦。她是美軍第二艘以杜邦為名的軍艦，以紀念美國海軍學院院長塞繆爾·杜邦（Samuel Francis Du Pont）。
杜邦號在1918年於克雷普父子造船廠開始建造，在同年下水，於1919年服役，其時第一次世界大戰已經結束。稍後杜邦號留在大西洋及地中海執勤，並在1922年退役封存。1930年杜邦號重新服役，在大西洋及太平洋之間用作訓練，於1937年再次退役。第二次世界大戰爆發後，杜邦號重新服役，並派往大西洋海域作中立巡航，護航商船，期間擊沉了德國潛艇U-172號。戰爭後期杜邦號改為靶艦，訓練海軍飛行員。1946年杜邦號退役除籍，並在1947年出售拆解。
杜邦號在第二次世界大戰共獲得一次美國總統集體嘉獎勳表及三枚戰鬥之星。